# جيريمي كليمينت
جيريمي كليمينت (بالفرنسية: Jérémy Clément)‏ (26 أغسطس 1984 في بيزيرز) لاعب كرة قدم فرنسي يلعب حاليا في نادي الدرجة الأولى باريس سان جيرمان الفرنسي في مركز الوسط المدافع .

## المسيرة الرياضية
بدأ كليمينت مسيرته الرياضية في نادي ليون سنة 2003 ثم انتقل إلى نادي رينجرز الاسكتلندي في 7 يوليو 2006 مقابل 1.1 مليون جنيه إسترليني ووقع على عقد يمتد لثلاث مواسم . واجتمع كليمينت بالمدير الفني الفرنسي بول لوجوين ومساعده يفيس كوليو بعدما كانا معا في نادي ليون . بعد رحيل لوجوين عبر كليمينت عن عدم سعادته في النادي بأسلوب المدير الفني الإسكتلندي إيان دورانت . قرر كليمينت الاجتماع مجددا بلوجوين في نادي باريس سان جيرمان حيث دفع الأخير 1.8 مليون جنيه إسترليني للتعاقد معه في 25 يناير 2007 .

## روابط خارجية
- جيريمي كليمينت على موقع رابطة كرة القدم الفرنسية للمحترفين (الإنجليزية)
- جيريمي كليمينت على موقع إي إس بي إن إف سي (الإنجليزية)
- جيريمي كليمينت على موقع قاعدة بيانات كرة القدم.إي يو (الإنجليزية)
- جيريمي كليمينت على موقع ليكيب (الفرنسية)
- جيريمي كليمينت على موقع Soccerbase.com (لاعب) (الإنجليزية)
- جيريمي كليمينت على موقع Soccerway.com (الإنجليزية)
- جيريمي كليمينت على موقع عالم كرة القدم.نت (الإنجليزية)